# Una altra cosa
Una altra cosa  fue un programa de televisión humorístico emitido en la cadena autonómica catalana TV3 de 2002 a 2004 y presentado por Andreu Buenafuente.

## Historia
La estructura del programa era muy similar a la de otro espacio anterior del presentador, La cosa nostra, emitido en la misma cadena en los años 1999-2000.
Se emitió en la cadena autonómica catalana entre 2002 y 2004 cada martes a las 21:30 h, después del informativo Telenotícies vespre. Durante los aproximadamente 120 minutos que duraba, el programa se iniciaba con un monólogo humorístico del presentador mediante el cual comentaba la actualidad semanal desde otro punto de vista. 
Gran parte del humor del programa se basaba en personajes cómicos como El Gilipollas y Narcís Reyerta -ambos interpretados por David Fernández-, Palomino (Oriol Grau) y El Neng y Mario Olivetti -ambos interpretados por Edu Soto. También fue en este programa donde debutó Jordi Évole en su papel de "El Follonero", un hombre que hacía comentarios sarcásticos e incisivos desde las gradas del plató.